# 八分仪山
八分仪山（Octantis Mons）是火星阿耳古瑞区一座直径为19.09公里的山丘，其名称取自古典反照率名，1991年被国际天文联合会批准批准。

## 另请查看
- 火星山脉列表